# El xef enamorat
El xef enamorat (Georgià: შეყვარებული კულინარის 1001 რეცეპტი /Shekvarebuli kulinaris ataserti retsepti) és una pel·lícula franco-georgiana de Nana Djordjadze estrenada l'any 1996. Ha estat doblada al català.

## Argument
Tot comença a París, el 1995, amb el descobriment d'un manuscrit. Anton Gogladze (Jean-Yves Gautier), aproximadament 50 anys, galerista georgià a París, coneix Marcelle Ichak (Micheline Presle), aproximadament 70 anys, nebot del gran cuiner francès Pascal Ichak (Pierre Richard) que va ser el cèlebre cuiner del president de la República georgiana poc abans de 1920. Anton Gogladze coneix bé el llibre de cuina que ha escrit Pascal Ichak en la seva llarga estada a Geòrgia, el coneix ben perquè ha passat els 7 primers anys del seu infantesa a Geòrgia a prop d'una mare morta jove però que semblava apassionada de la cuina i sobretot de la cuina d'aquest llibre, un llibre que ha conservat. La mare d'Anton Gogladze era la princesa Cécilia Abachidze, morta relativament jove a mitjans dels anys 1940, en una caiguda al peu de l'escala de la casa on vivien. I Marcelle Ichak, que no parla ni llegeix el georgià, li demanda fer la traducció en francès de les parts escrites en georgià d'un espès lligall de vells manuscrits i nombrosos correus de Pascal Ichak i de Cécilia Abachidze que va ser la seva companya. Marcelle li indica també que això la interessar més que no pensa perquè es troba freqüentment en aquest manuscrit una persona amb el seu cognom, Gogladze, probablement del seu pare, un oficial de l'Exèrcit Roig georgià.
Es descobreix llavors a poc a poc la història de Pascal Ichak, cuiner i viatger, investigador de sabors típics dels països que travessa, i tan enamorat de Geòrgia que decideix quedar-s'hi, esdevenint cuiner i amic personal del President de la república georgiana que apreciava molt França... Després va rebutjar definitivament abandonar el país quan les forces soviètiques de Lenin van envair Geòrgia, van fer caure el poder i van instaurar el terror militar. De gran cuiner reputat i adulat pels prínceps i els notables de l'antic règim, abans que abandonar el país va preferir el declivi quan el seu restaurant va ser requisat per l'Exèrcit Roig, els oficials del qual consideraven la bona cuina com un element del capitalisme, va esdevenir durant anys el cuiner dels oficials, després va acceptar finalment entrar en un a en asile a un simple graner sota la teulada del seu antic restaurant durant alguns mesos fins a la seva mort sobtada i la de Cécilia.
Aquest film és una història tràgica, però la història d'un home que fins al seu últim dia no va perdre el sentit de l'humor. Aquest film és també un autèntic al·legat per la cuina de qualitat, per la felicitat dels gourmets, per la convivència i els plaers de la taula.

## Repartiment
- Pierre Richard: Pascal Ichak
- Micheline Presle: Marcelle Ichak
- Jean-Yves Gautier: Anton Gogladze
- Nino Kirtadzé: Cecilia Abachidze
- Teimour Kamkhadze: Zigmund Gogladze
- Ramaz Tchkhikvadze: Anton Gogoladze
- Kakhi Kavsadze: El President

## Rebuda
- Premis: Festival de Karlovy Vary 1996: Millor actor per Pierre Richard
- Nominacions 
  - Festival de Karlovy Vary 1996: Globus de Cristal
  - Oscar a la millor pel·lícula de parla no anglesa 1997 (Geòrgia)
- Critica "Una declaració d'amor i un cant a la vida, va rebre la nominació a l'Oscar a la millor pel·lícula en parla no anglesa (...) Bona."[3]